# Magasin de Sathonay
Le magasin de Sathonay était un ouvrage militaire destiné au stockage de la poudre, gargousses et munitions pour alimenter les différents ouvrages fortifiés de la deuxième ceinture de Lyon. Il est situé au nord-est de la place de Lyon.

## Histoire
Construit entre 1892 et 1894 et composé de trois galeries souterraines, la pièce principale où sont stockés les barils de poudre mesure 12 m x 6 m. Les autres galeries desservent les pièces de stockage des gargousses et projectiles chargés.

## Aujourd'hui
Le magasin à poudre est occupé par une entreprise de peinture, qui s'en sert comme entrepôt.